# Danh sách đĩa đơn quán quân Hot 100 năm 2005 (Mỹ)

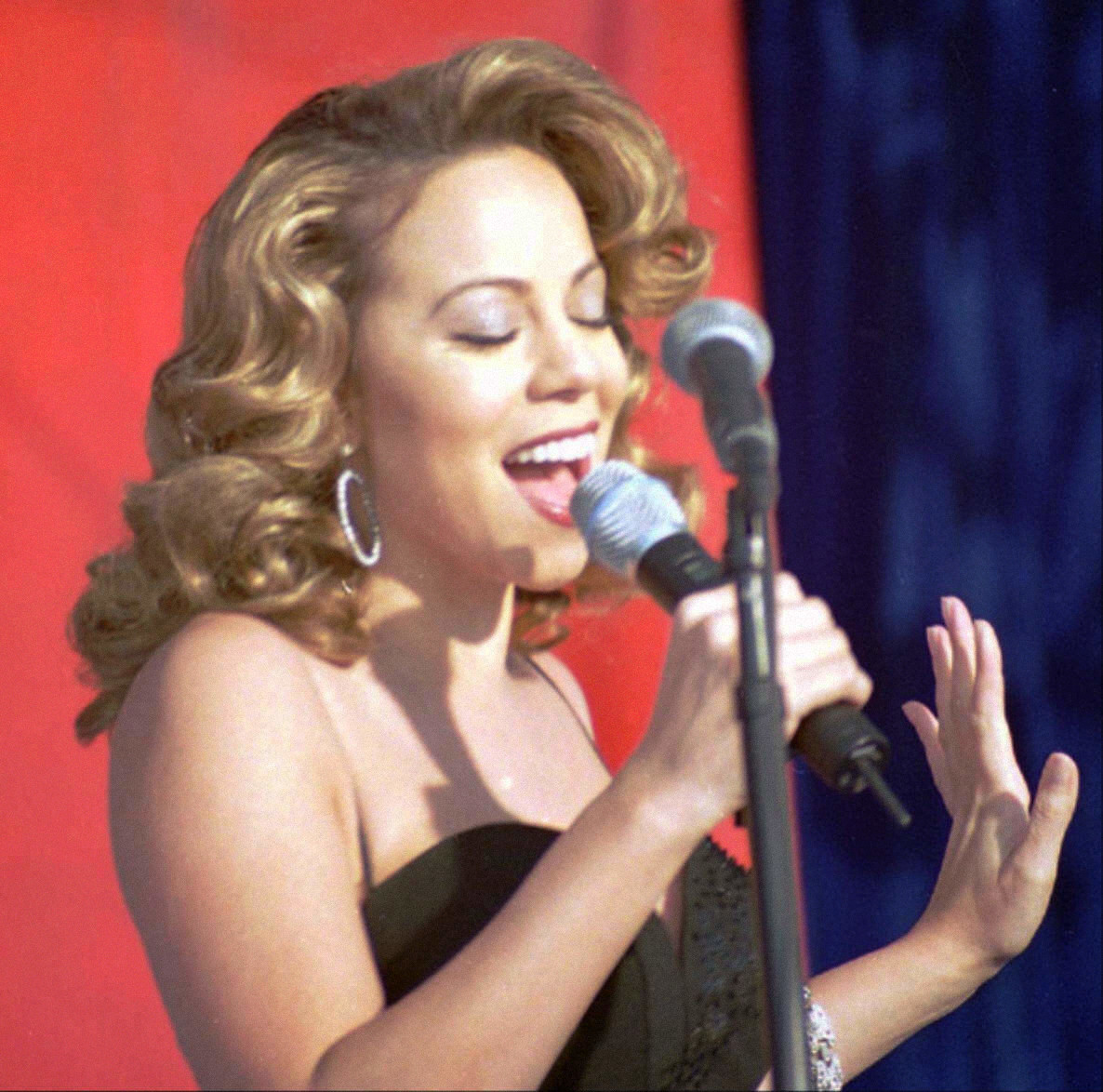
Mariah Carey có 15 tuần đứng đầu Hot 100 vào năm 2005, với 14 tuần trong số đó thuộc về "We Belong Together" – đĩa đơn quán quân có thời gian trụ hạng dài thứ hai trong lịch sử xếp hạng của cô, chỉ sau bài "One Sweet Day".

Billboard Hot 100 là một bảng xếp hạng những đĩa đơn thành công nhất tại thị trường âm nhạc Hoa Kỳ. Bảng xếp hạng do tạp chí Billboard xuất bản cùng những số liệu được tổng hợp bởi Nielsen SoundScan dựa trên doanh số của đĩa thường, tải kỹ thuật số và tần suất phát sóng. Năm 2005, có 8 đĩa đơn giành ngôi đầu bảng xếp hạng trong 53 số xuất bản của tạp chí, thấp hơn bất kì năm nào khác.
Trong năm 2005, có 5 nghệ sĩ sở hữu đĩa đơn đạt vị trí quán quân đầu tiên tại Mỹ, dù cho vai trò nghệ sĩ chính hoặc góp mặt khách mời: Mario, Olivia, Gwen Stefani, Carrie Underwood và Chris Brown. Stefani có được đĩa đơn quán quân đầu tiên của mình tại Mỹ, dù cho cô đã và đang hoạt động cùng ban nhạc No Doubt từ năm 1986. "Gold Digger" là đĩa đơn quán quân đầu tiên của nghệ sĩ hip hop Kanye West trong vai trò nghệ sĩ chính; trong quá khứ West từng có một đĩa đơn quán quân với bài "Slow Jamz", một ca khúc vào năm 2004 của rapper Twista. Hai nghệ sĩ, Underwood và Brown ghi dấu ấn với đĩa đơn đầu tay đoạt ngôi quán quân trong năm nay. Mariah Carey là nghệ sĩ duy nhất có hơn 2 ca khúc quán quân, với hai bài đạt thành tích này.
"We Belong Together" của Carey là đĩa đơn trụ hạng lâu nhất năm 2005 khi đứng đầu Billboard Hot 100 trong 14 tuần không liên tiếp. Tính đến năm 2017, ca khúc chia sẻ kỷ lục đĩa đơn quán quân trụ hạng lâu nhất thập niên và thứ 2 trong toàn bộ kỷ nguyên Hot 100 sau đĩa đơn "One Sweet Day" của Carey và Boyz II Men phát hành năm 1995 (nắm giữ 16 tuần ở vị trí quán quân). "Gold Digger" của West là đĩa đơn quán quân trụ hạng dài thứ hai khi ở đỉnh bảng xếp hạng trong 10 tuần liên tiếp. Các đĩa đơn khác đứng đầu Hot 100 nhiều tuần là "Let Me Love You" của nam ca sĩ r&b Mario – ca khúc thành công nhất của anh tính đến nay và "Candy Shop" của 50 Cent – nắm giữ 9 tuần liên tiếp ở vị trí quán quân.
Carey là nghệ sĩ duy nhất có tới 2 đĩa đơn quán quân trong năm 2005, sau khi "Don't Forget About Us" lên đỉnh bảng xếp hạng trong số xuất bản cuối cùng trong năm của Billboard Hot 100. "Don't Forget About Us" là đĩa đơn quán quân thứ 17 của Carey, đưa cô lên hạng hai trong số những nghệ sĩ nắm giữ nhiều bài hát quán quân nhất tại Hoa Kỳ, đồng hạng với Elvis Presley. "We Belong Together" là đĩa đơn thành công nhất bảng xếp hạng năm đó khi đứng đầu Top Hot 100 Hit của năm 2005, đem về cho Carey đĩa đơn quán quân đầu tiên của cô trong bảng xếp hạng cuối năm.

## Lịch sử xếp hạng

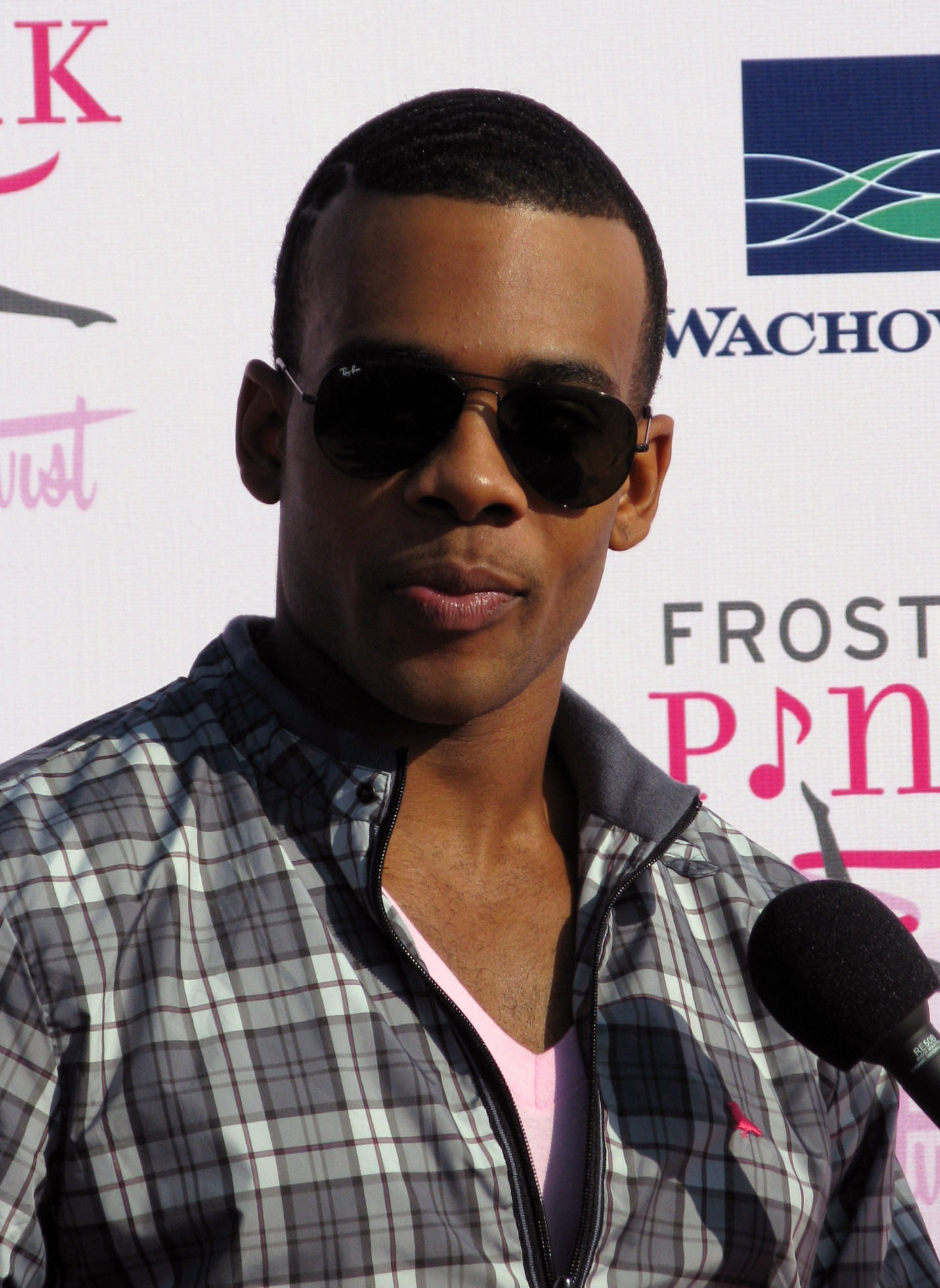
Ca sĩ r&b Mario có được đĩa đơn quán quân đầu tiên với "Let Me Love You", ca khúc có 9 tuần liên tiếp trên đỉnh bảng xếp hạng, trở thành đĩa đơn thành công nhất của anh từ 2005 đến giờ.

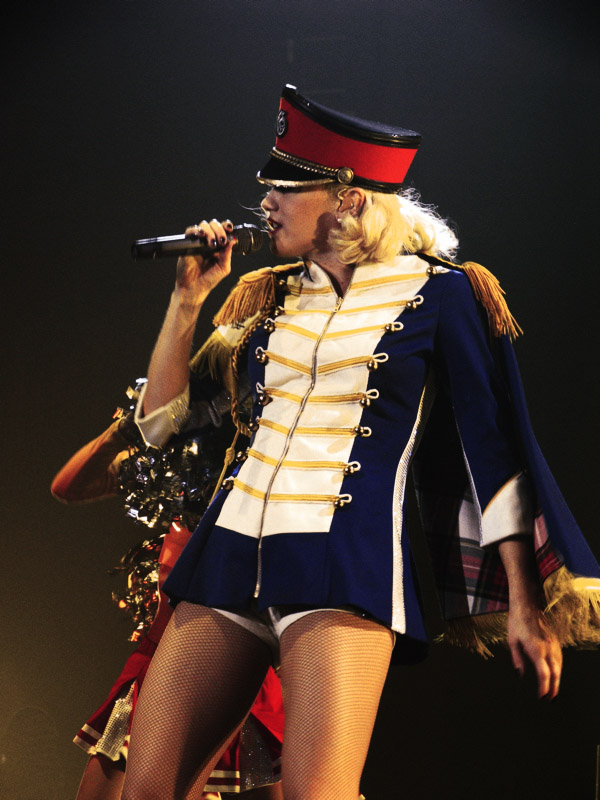
Nữ ca sĩ Gwen Stefani đem về đĩa đơn quán quân đầu tiên "Hollaback Girl" tại Mỹ.

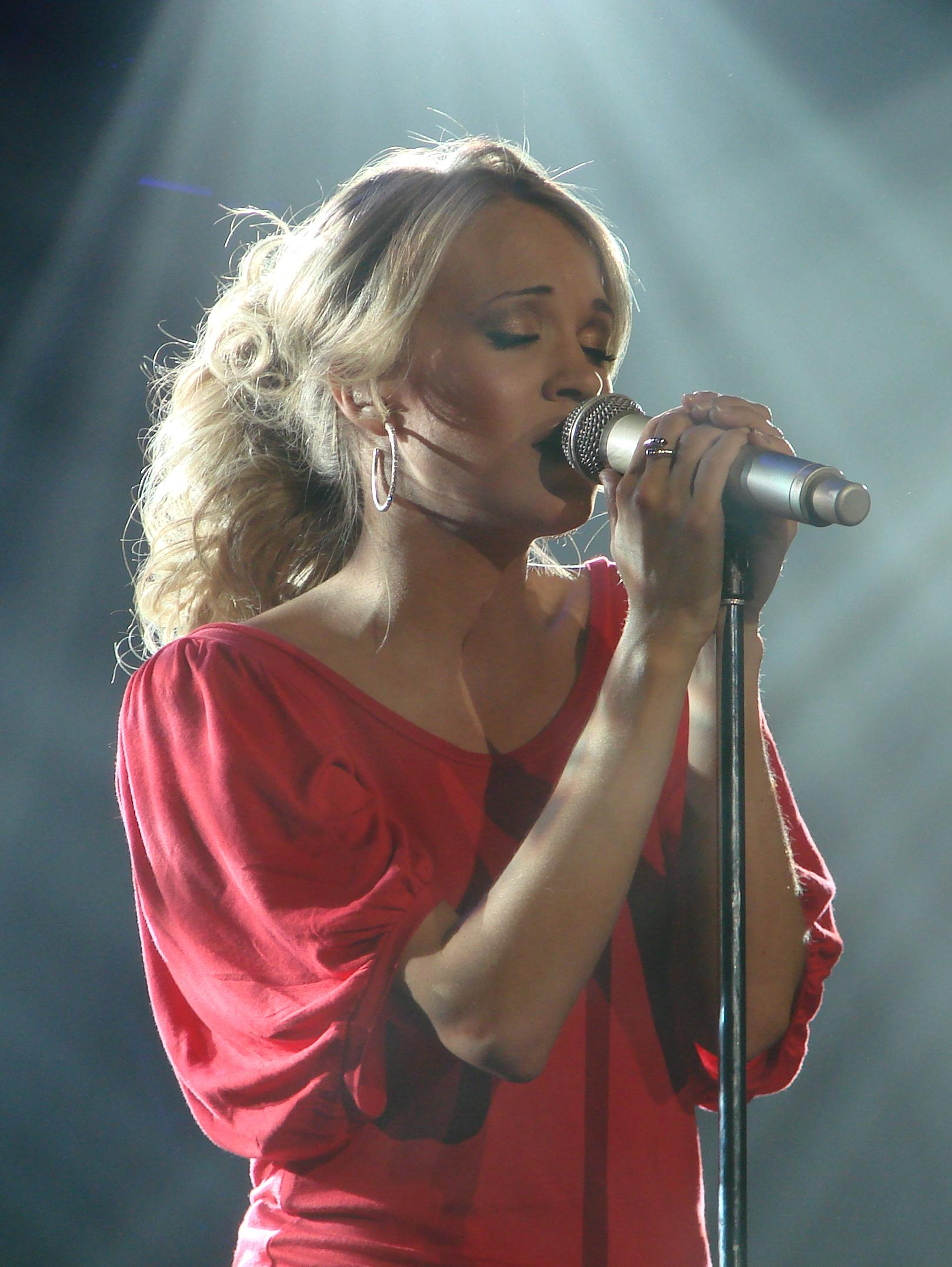
Nữ ca sĩ nhạc đồng quê Carrie Underwood có đĩa đơn quán quân đầu tiên "Inside Your Heaven" tại Hoa Kỳ, với thành tích trụ ở đỉnh bảng xếp hạng 1 tuần.

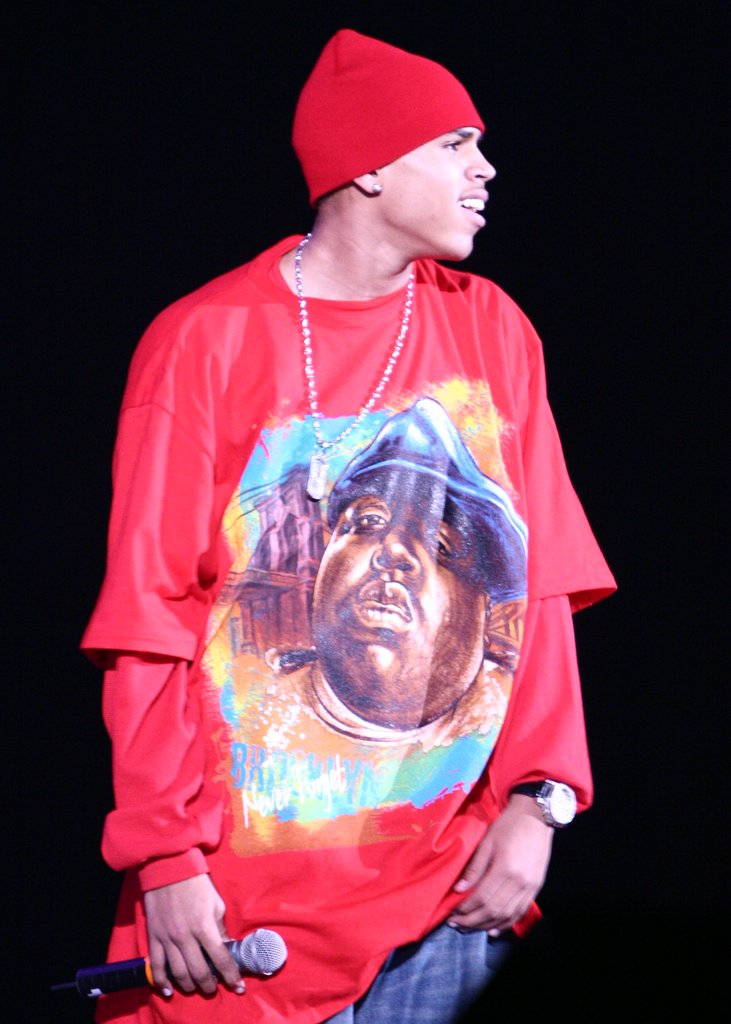
Nam ca sĩ Chris Brown mang về đĩa đơn quán quân đầu tiên "Run It!" tại Mỹ, bài hát giữ vị trí này trong 5 tuần liên tiếp.

| Best performing single of 2005 | Chỉ đĩa đơn thành công nhất trên bảng xếp hạng năm 2005 |

| #        | Ngày phát hành | Ca khúc                 | Nghệ sĩ                           | Chú thích |
| -------- | -------------- | ----------------------- | --------------------------------- | --------- |
| 911      | 1 tháng 1      | "Let Me Love You"       | Mario                             | [ 9 ]     |
| 911      | 8 tháng 1      | "Let Me Love You"       | Mario                             | [ 10 ]    |
| 911      | 15 tháng 1     | "Let Me Love You"       | Mario                             | [ 11 ]    |
| 911      | 22 tháng 1     | "Let Me Love You"       | Mario                             | [ 12 ]    |
| 911      | 29 tháng 1     | "Let Me Love You"       | Mario                             | [ 13 ]    |
| 911      | 5 tháng 2      | "Let Me Love You"       | Mario                             | [ 14 ]    |
| 911      | 12 tháng 2     | "Let Me Love You"       | Mario                             | [ 15 ]    |
| 911      | 19 tháng 2     | "Let Me Love You"       | Mario                             | [ 16 ]    |
| 911      | 26 tháng 2     | "Let Me Love You"       | Mario                             | [ 17 ]    |
| 912      | 5 tháng 3      | "Candy Shop"            | 50 Cent hợp tác với Olivia        | [ 18 ]    |
| 912      | 12 tháng 3     | "Candy Shop"            | 50 Cent hợp tác với Olivia        | [ 19 ]    |
| 912      | 19 tháng 3     | "Candy Shop"            | 50 Cent hợp tác với Olivia        | [ 20 ]    |
| 912      | 26 tháng 3     | "Candy Shop"            | 50 Cent hợp tác với Olivia        | [ 21 ]    |
| 912      | 2 tháng 4      | "Candy Shop"            | 50 Cent hợp tác với Olivia        | [ 22 ]    |
| 912      | 9 tháng 4      | "Candy Shop"            | 50 Cent hợp tác với Olivia        | [ 23 ]    |
| 912      | 16 tháng 4     | "Candy Shop"            | 50 Cent hợp tác với Olivia        | [ 24 ]    |
| 912      | 23 tháng 4     | "Candy Shop"            | 50 Cent hợp tác với Olivia        | [ 25 ]    |
| 912      | 30 tháng 4     | "Candy Shop"            | 50 Cent hợp tác với Olivia        | [ 26 ]    |
| 913      | 7 tháng 5      | "Hollaback Girl"        | Gwen Stefani                      | [ 27 ]    |
| 913      | 14 tháng 5     | "Hollaback Girl"        | Gwen Stefani                      | [ 28 ]    |
| 913      | 21 tháng 5     | "Hollaback Girl"        | Gwen Stefani                      | [ 29 ]    |
| 913      | 28 tháng 5     | "Hollaback Girl"        | Gwen Stefani                      | [ 30 ]    |
| 914      | 4 tháng 6      | "We Belong Together"    | Mariah Carey                      | [ 31 ]    |
| 914      | 11 tháng 6     | "We Belong Together"    | Mariah Carey                      | [ 32 ]    |
| 914      | 18 tháng 6     | "We Belong Together"    | Mariah Carey                      | [ 33 ]    |
| 914      | 25 tháng 6     | "We Belong Together"    | Mariah Carey                      | [ 34 ]    |
| 915      | 2 tháng 7      | "Inside Your Heaven"    | Carrie Underwood                  | [ 35 ]    |
| Tái xuất | 9 tháng 7      | "We Belong Together"    | Mariah Carey                      | [ 36 ]    |
| Tái xuất | 16 tháng 7     | "We Belong Together"    | Mariah Carey                      | [ 37 ]    |
| Tái xuất | 23 tháng 7     | "We Belong Together"    | Mariah Carey                      | [ 38 ]    |
| Tái xuất | 30 tháng 7     | "We Belong Together"    | Mariah Carey                      | [ 39 ]    |
| Tái xuất | 6 tháng 8      | "We Belong Together"    | Mariah Carey                      | [ 40 ]    |
| Tái xuất | 13 tháng 8     | "We Belong Together"    | Mariah Carey                      | [ 41 ]    |
| Tái xuất | 20 tháng 8     | "We Belong Together"    | Mariah Carey                      | [ 42 ]    |
| Tái xuất | 27 tháng 8     | "We Belong Together"    | Mariah Carey                      | [ 43 ]    |
| Tái xuất | 3 tháng 9      | "We Belong Together"    | Mariah Carey                      | [ 44 ]    |
| Tái xuất | 10 tháng 9     | "We Belong Together"    | Mariah Carey                      | [ 45 ]    |
| 916      | 17 tháng 9     | "Gold Digger"           | Kanye West hợp tác với Jamie Foxx | [ 46 ]    |
| 916      | 24 tháng 9     | "Gold Digger"           | Kanye West hợp tác với Jamie Foxx | [ 47 ]    |
| 916      | 1 tháng 10     | "Gold Digger"           | Kanye West hợp tác với Jamie Foxx | [ 48 ]    |
| 916      | 8 tháng 10     | "Gold Digger"           | Kanye West hợp tác với Jamie Foxx | [ 49 ]    |
| 916      | 15 tháng 10    | "Gold Digger"           | Kanye West hợp tác với Jamie Foxx | [ 50 ]    |
| 916      | 22 tháng 10    | "Gold Digger"           | Kanye West hợp tác với Jamie Foxx | [ 51 ]    |
| 916      | 29 tháng 10    | "Gold Digger"           | Kanye West hợp tác với Jamie Foxx | [ 52 ]    |
| 916      | 5 tháng 11     | "Gold Digger"           | Kanye West hợp tác với Jamie Foxx | [ 53 ]    |
| 916      | 12 tháng 11    | "Gold Digger"           | Kanye West hợp tác với Jamie Foxx | [ 54 ]    |
| 916      | 19 tháng 11    | "Gold Digger"           | Kanye West hợp tác với Jamie Foxx | [ 55 ]    |
| 917      | 26 tháng 11    | "Run It!"               | Chris Brown                       | [ 56 ]    |
| 917      | 3 tháng 12     | "Run It!"               | Chris Brown                       | [ 57 ]    |
| 917      | 10 tháng 12    | "Run It!"               | Chris Brown                       | [ 58 ]    |
| 917      | 17 tháng 12    | "Run It!"               | Chris Brown                       | [ 59 ]    |
| 917      | 24 tháng 12    | "Run It!"               | Chris Brown                       | [ 60 ]    |
| 918      | 31 tháng 12    | "Don't Forget About Us" | Mariah Carey                      | [ 61 ]    |